# سينغوكو باسارا: الحفلة الأخيرة
سينغوكو باسارا: ذا لاست بارتي (戦国BASARA: The Last Party) ، هو مسلسل ياباني أنمي، بدأ العرض بتاريخ 4 يونيو عام 2011م، ويدور حول فترة الإقطاعية اليابانية.

## وصلات خارجية
- مقالات تستعمل روابط فنية بلا صلة مع ويكي بيانات

1. ↑  "Sengoku Basara, The Last Party - Exclusive totally metal screening!". Funimation. مؤرشف من الأصل في 2012-11-05. اطلع عليه بتاريخ 2012-12-11.